# Matías Kabalin
Matías Kabalin (Tandil, Provincia de Buenos Aires, Argentina, 26 de octubre de 1998) es un futbolista argentino que juega como mediocampista en Mitre de Santiago del Estero, de la Primera Nacional.

## Trayectoria

### Santamarina de Tandil
Surgido de las inferiores de Santamarina, realizó su debut con el primer equipo el 25 de junio de 2017 en la derrota 3 a 0 frente a Chacarita Juniors, por la fecha 40 del Campeonato de Primera B Nacional 2016-17.
Recién el 3 de diciembre de 2019 marcó su primer gol, en la victoria 2 a 1 frente a Villa Dálmine, por la fecha 15 del Campeonato de Primera Nacional 2019-20.
Su paso por el conjunto de Tandil lo finalizó con 5 goles anotados y 3 asistencias repartidas en 70 partidos.

### Atenas
Para el segundo semestre de 2021, se une a Atenas de la Segunda División Profesional de Uruguay, jugando su primer partido en el club el 21 de septiembre en la derrota 2 a 0 frente a Danubio, por el partido correspondiente a la fecha 13 del Campeonato Uruguayo de Segunda División 2021.
Con el conjunto "azulgrana" jugó 36 partidos y no convirtió goles.

### San Martín de Tucumán
Para la temporada 2023 de la Primera Nacional se une a San Martin de Tucumán, sin embargo no pudo jugar ningún partido ese año, a raíz de una lesión ligamentaria.

## Estadísticas

### Clubes
Actualizado de acuerdo al último partido jugado el 13 de abril de 2025.
| Club                             | Div.          | Temporada     | Liga  | Liga  | Liga   | Copas nacionales | Copas nacionales | Copas nacionales | Torneos internacionales | Torneos internacionales | Torneos internacionales | Total | Total | Total  |
| Club                             | Div.          | Temporada     | Part. | Goles | Asist. | Part.            | Goles            | Asist.           | Part.                   | Goles                   | Asist.                  | Part. | Goles | Asist. |
| -------------------------------- | ------------- | ------------- | ----- | ----- | ------ | ---------------- | ---------------- | ---------------- | ----------------------- | ----------------------- | ----------------------- | ----- | ----- | ------ |
| C. S. y D. Santamarina Argentina | 2.ª           | 2016-17       | 6     | 0     | 0      | 1                | 0                | 0                | —                       | —                       | —                       | 7     | 0     | 0      |
| C. S. y D. Santamarina Argentina | 2.ª           | 2017-18       | 10    | 0     | 0      | —                | —                | —                | —                       | —                       | —                       | 10    | 0     | 0      |
| C. S. y D. Santamarina Argentina | 2.ª           | 2018-19       | 16    | 0     | 1      | —                | —                | —                | —                       | —                       | —                       | 16    | 0     | 0      |
| C. S. y D. Santamarina Argentina | 2.ª           | 2019-20       | 17    | 2     | 0      | —                | —                | —                | —                       | —                       | —                       | 17    | 2     | 0      |
| C. S. y D. Santamarina Argentina | 2.ª           | 2020          | 7     | 0     | 2      | —                | —                | —                | —                       | —                       | —                       | 7     | 0     | 2      |
| C. S. y D. Santamarina Argentina | 2.ª           | 2021          | 13    | 3     | 0      | —                | —                | —                | —                       | —                       | —                       | 13    | 3     | 0      |
| C. S. y D. Santamarina Argentina | Total club    | Total club    | 69    | 5     | 3      | 1                | 0                | 0                | 0                       | 0                       | 0                       | 70    | 5     | 3      |
| C. A. Atenas · Uruguay           | 2.ª           | 2021          | 8     | 0     | 0      | —                | —                | —                | —                       | —                       | —                       | 8     | 0     | 0      |
| C. A. Atenas · Uruguay           | 2.ª           | 2022          | 26    | 0     | 0      | 2                | 0                | 0                | —                       | —                       | —                       | 28    | 0     | 0      |
| C. A. Atenas · Uruguay           | Total club    | Total club    | 34    | 0     | 0      | 2                | 0                | 0                | 0                       | 0                       | 0                       | 36    | 0     | 0      |
| San Martín (T) Argentina         | 2.ª           | 2023          | —     | —     | —      | —                | —                | —                | —                       | —                       | —                       | 0     | 0     | 0      |
| San Martín (T) Argentina         | 2.ª           | 2024          | 1     | 0     | 0      | —                | —                | —                | —                       | —                       | —                       | 1     | 0     | 0      |
| San Martín (T) Argentina         | Total club    | Total club    | 1     | 0     | 0      | 0                | 0                | 0                | 0                       | 0                       | 0                       | 1     | 0     | 0      |
| C. A. Mitre Argentina            | 2.ª           | 2024          | 17    | 0     | 0      | 1                | 0                | 0                | —                       | —                       | —                       | 18    | 0     | 0      |
| C. A. Mitre Argentina            | 2.ª           | 2025          | 10    | 0     | 1      | —                | —                | —                | —                       | —                       | —                       | 10    | 0     | 1      |
| C. A. Mitre Argentina            | Total club    | Total club    | 27    | 0     | 1      | 1                | 0                | 0                | 0                       | 0                       | 0                       | 28    | 0     | 1      |
| Total carrera                    | Total carrera | Total carrera | 131   | 5     | 4      | 4                | 0                | 0                | 0                       | 0                       | 0                       | 135   | 5     | 4      |
| 1. 2.                            |               |               |       |       |        |                  |                  |                  |                         |                         |                         |       |       |        |